# Kimura Arawa
Kimura Arawa (8 tháng 7 năm 1931 - 21 tháng 2 năm 2007) là một cầu thủ bóng đá người Nhật Bản.

## Đội tuyển bóng đá quốc gia Nhật Bản
Kimura Arawa thi đấu cho ĐTQG Nhật từ năm 1954 đến 1955.

## Thống kê sự nghiệp
| Đội tuyển bóng đá Nhật Bản | Đội tuyển bóng đá Nhật Bản | Đội tuyển bóng đá Nhật Bản |
| Năm                        | Trận                       | Bàn                        |
| -------------------------- | -------------------------- | -------------------------- |
| 1954                       | 2                          | 0                          |
| 1955                       | 4                          | 1                          |
| Tổng cộng                  | 6                          | 1                          |